# Naso caesius
Naso caesius är en fiskart som beskrevs av Randall och Bell 1992. Naso caesius ingår i släktet Naso och familjen Acanthuridae. IUCN kategoriserar arten globalt som livskraftig. Inga underarter finns listade i Catalogue of Life.